# Pseudochirops archeri
Pseudochirops archeri é uma espécie de marsupial da família Pseudocheiridae. Endêmica da ilha de Nova Guiné.